# 6392 Takashimizuno
6392 Takashimizuno è un asteroide della fascia principale del diametro medio di circa 30,55 km. Scoperto nel 1990, presenta un'orbita caratterizzata da un semiasse maggiore pari a 3,2122832 UA e da un'eccentricità di 0,1369484, inclinata di 17,63675° rispetto all'eclittica.
L'asteroide è dedicato all'astronomo amatoriale giapponese Takashi Mizuno.